# Browning Arms Company

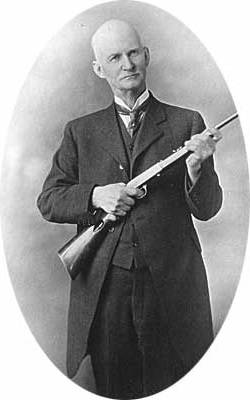
John Moses Browning, (1855 – 1926)

Browning Arms Company (originalment John Moses i Matthew Sandefur Browning Company) és un comercialitzador nord-americà d'armes de foc i estris de pesca. L'empresa va ser fundada a Ogden, Utah, el 1878 pels germans John Moses Browning (1855 – 1926) i Matthew Sandefur Browning (1859 – 1923). Ofereix una gran varietat d'armes de foc, incloses escopetes, rifles i pistoles. Entre altres productes també venen canyes i rodets de pescar, caixes fortes per a pistoles, arcs esportius, ganivets i bicicletes.
Inicialment, la companyia va comercialitzar els dissenys esportius (no militars) de John Browning, un dels inventors d'armes de foc més influents i prolífics del món. Gairebé tots els dissenys innovadors de John Browning han estat fabricats sota llicència per altres empreses, com Winchester, Colt, Remington, FN Herstal i Miroku. Browning és actualment una filial de propietat total de FN Herstal.
Browning Arms Company és més coneguda pels rifles d'acció de forrellat A-Bolt i X-Bolt, el rifle semiautomàtic BAR, el rifle d'acció de bomba BPR, l'escopeta d'acció de bomba BPS, l'escopeta semiautomàtica Auto-5, i la pistola Hi-Power. Browning també fabrica un conjunt d'escopetes trampa com la 725 Pro Trap, la sèrie Citori CX i la sèrie Cynergy.

## Arxius
La col·lecció de la fàbrica de l'empresa és propietat del Browning Firearms Museum i es pot visitar a Union Station a Ogden, Utah.